# Romance of the Redwoods
Romance of the Redwoods is een Amerikaanse dramafilm uit 1939 onder regie van Charles Vidor. Destijds werd de film in Nederland uitgebracht onder de titel De groote boschbrand.

## Verhaal
June Martin is een bordenwasser in het logement van een houthakkerskamp in Californië. Steve Blake en Jed Malone strijden beiden om haar gunst. Wanneer Malone dood wordt aangetroffen, valt de verdenking meteen op zijn rivaal Blake.

## Rolverdeling
| Acteur           | Personage      |
| ---------------- | -------------- |
| Charles Bickford | Steve Blake    |
| Jean Parker      | June Martin    |
| Al Bridge        | Boss Whittaker |
| Gordon Oliver    | Jed Malone     |
| Ann Shoemaker    | Moeder Manning |
| Lloyd Hughes     | Eddie Carter   |
| Pat O'Malley     | Yerkes         |
| Marc Lawrence    | Joe            |
| Earl Gunn        | Socko          |
| Don Beddoe       | Forbes         |
| Erville Alderson | Jackson        |
| Lee Prather      | Rechter Hanley |